# Ponzano di Fermo
Ponzano di Fermo är en ort och kommun i provinsen Fermo i regionen Marche i Italien. Kommunen hade 1 667 invånare (2018).